# Moritz Deutsch (Maler)

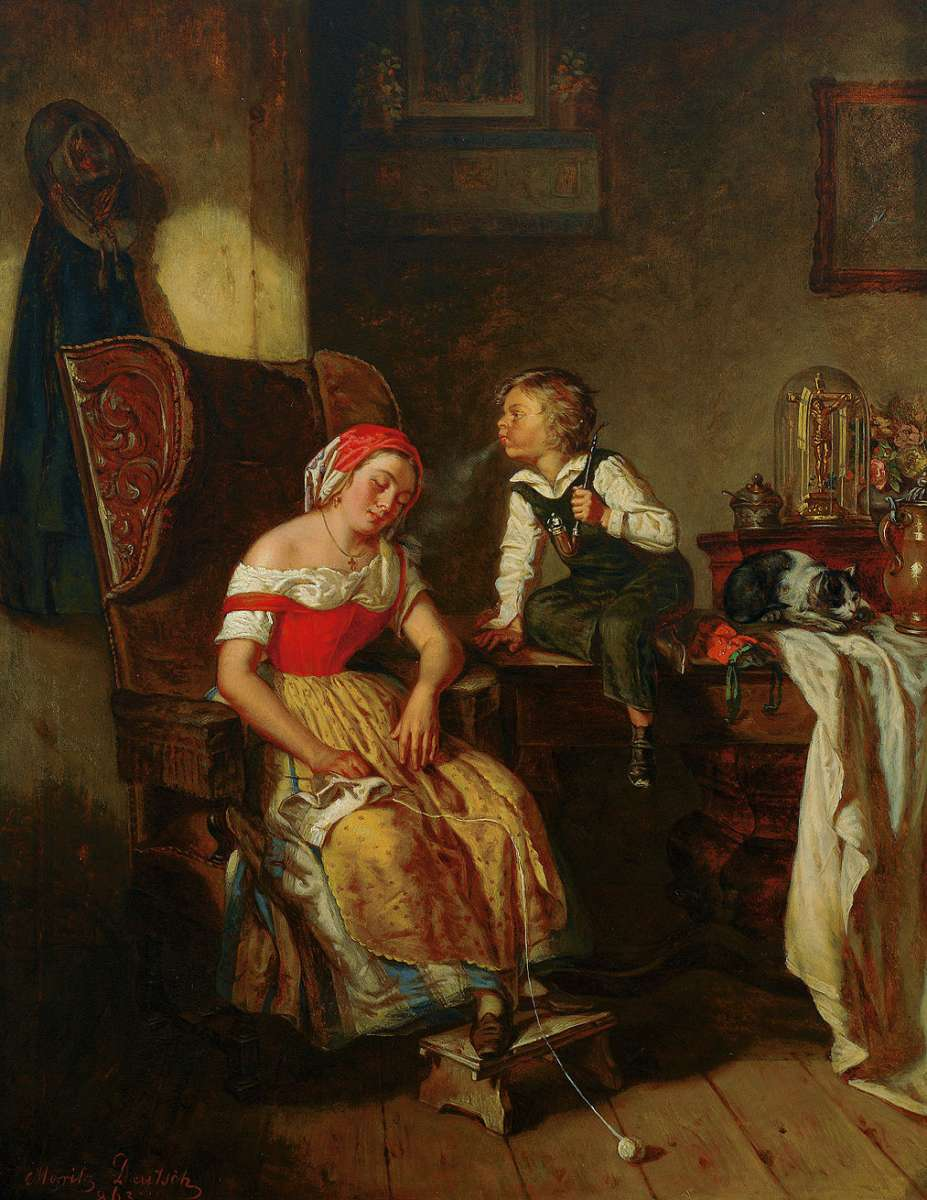
Moritz Deutsch: Schlafende junge Mutter im Ohrenbackensessel, daneben Pfeife rauchendes Knäblein, 1863

Moritz Deutsch (* 1815 in Buda; † 1882 in Wien) war ein österreichischer Maler. 
Moritz Deutsch war zunächst als Zimmermaler in Pest tätig, er studierte von 1834 bis 1840 mit Unterbrechungen Historienmalerei an der Kunstakademie in Wien bei Leopold Kupelwieser, 1842 an der Accademia di belle arti di Venezia und in Rom. 
1834 nahm er an seiner ersten Ausstellung in Pest teil, von 1843 bis 1859 nahm er regelmäßig an den Ausstellungen des Pester Kunstvereins teil. 1861 wurde er Mitglied des Wiener Künstlerhauses. 1864 bis 1868 und 1871 bis 1873 war er Mitinhaber der von seinem Bruder Leopold Deutsch 1858 in Pest gegründeten Steindruckerei.
Moritz Deutsch beschäftigte sich hauptsächlich mit Porträt- und Genremalerei.